# Литванија
Литванија (литв. Lietuva), или званично Република Литванија (литв. Lietuvos Respublika) је највећа од три прибалтичке државе у северној Европи. Излази на југоисточне обале Балтичког мора. На северу се граничи са Летонијом, на југоистоку са Белорусијом, на југу је Пољска, а на југозападу Русија.
У 14. веку Литванија је била међу територијално највећим државама Европе, а тадашња Велика кнежевина Литванија се простирала од Црног мора на југу до Балтичког мора на северу. Од 1569. била је у заједничкој држави са Пољском. Током 18. века изгубила је већи део своје територије.
Након Првог светског рата, Литванија је прогласила независност 16. фебруара 1918. године. Почетком 40-их година 20. века прво је била окупирана од стране Совјетског Савеза а убрзо потом и од стране Трећег рајха. Након краха Немачке у Другом светском рату, Литванија поново 1944. долази под власт Совјетског Савеза. Дана 11. марта 1990. Литванија је обновила своју независност и тако постала прва држава која је изашла из састава Совјетског Савеза.
Литванија је чланица Европске уније, НАТО-а и Савета Европе. Од 21. децембра 2007. је и пуноправна чланица Шенгенског споразума. Главни град Вилњус је 2009. године био проглашен за Европску престоницу културе и уједно је славио и хиљаду година постојања под тим именом.

## Етимологија
Први писани подаци о имену Литваније потичу из Кведлинбуршких анала (лат. Annales Quedlinburgenses) од 9. марта 1009. године. У аналима се помиње латинизована словенска варијанта имена Lietuva — „Литва” или Litua.
У немачким списима из 12. и 13. века забележено је име Lettowen.
Тачно значење имена нити његов извор још увек нису у потпуности познати. Претпоставља се да је овај етноним у вези са неким локалним хидронимом што је представљало честу праксу међу балтичким племенима. Претпоставља се да је термин Lietuva изведен или од литванске речи lyti која је означавала кишовито место или од хидронима Lietā. Lietā је било изворно име за малену реку (данас Лиетава) код данашњег археолошког локалитета Кернаве који представља језгро првих литванских држава.

## Географија

### Положај
Литванија је смештена у североисточној Европи, на географској ширини између 53° и 57° северно и између 21° и 27° источне географске дужине. Према прорачунима Географског института Француске из 1989. географски центар европског континента налази се 26 км северно од Вилњуса, у близини села Пурнушкес на координатама 54° 54′ N 25° 19′ E / 54.900° С; 25.317° И. У близини је лоциран и музеј на отвореном посвећен географском срцу Европе. Литванија је смештена на прелазу из Средњоевропске у Источноевропску низију и обухвата југоисточни део Балтичке обале.
Данашње границе су формиране 1945. године, а укупна дужина граница је 1.273 км. Најдужа граница је према Белорусији на југу и истоку 502 км. На северу је 453 км дуга граница са Летонијом, на југозападу граничи са Калињинградском облашћу Русије (227 км), а економски је најважнија јужна граница са Пољском која је уједно и најважнији економски партнер Литваније (91 км). На западу Литванија излази на —108 км песковите Балтичке обале, међутим свега —38 км обале има приступ отвореном мору. Остатак обале је од отвореног мора заклоњен 67 m високом пешчаном Курском превлаком. На уском улазу у Курски залив сместила се најважнија литванска лука Клаипеда, једина чије се обале не леде током целе године. Између Курске превлаке и континента смештен је плитки Курски залив који се протеже у јужном делу обале, и пружа се на југ све до града Калињинграда у Русији.

### Геологија и рељеф
Рељеф Литваније је настао као последица глацијације током последњег леденог доба које се окончало пре око 23.000 година и карактеришу га блага узвишења (фосилни моренски бедеми) између којих су смештене плодне и ниске равнице. Уз балтичку обалу на западу пружа се уска равница, просечне ширине 15 до 20 км и максималне висине око 50 m, са које се издижу ниски брежуљци и пешчане дине које се стрмо спуштају ка мору. Идући ка истоку, низија постепено прелази у благо заталасано Жемајтијско побрђе чија је максимална висина до 234 метра (Мјадвегалис гора). Кроз централне делове земље, од североистока ка југозападу у дужини од преко 100 км протеже се велика Средњолитванска низија (Lietuvos Vidurio žemuma) просечне висине 80 до 90 m. Низија је испуњена језерским седиментима и глацијалним материјалом и представља аграрни центар земље. Идући даље ка истоку и југу надморска висина опет благо расте и то је највиши део Литваније (Балтичка греда). Ту се налази и највиши врх у земљи Аукштојас висине 294 метра. На крајњем југоистоку се налази опет појас нешто нижег земљишта просечне висине око 120 m (Pietryčių lyguma).

### Воде
Речна мрежа Литваније је веома густа. Чак 758 река има ток дужи од 10 км. Све литванске реке припадају сливу Балтичког мора. Најдужа литванска река је Њемен. Остали важнији водотоци су Нерис (или Вилија), Вента и Шешупе. Пловно је укупно око 600 км речних токова. Постоји и мноштво језера, посебно на крајњем североистоку земље. Површину већу од 10 km² има 2.833 језера, а регистровано је још и преко 1.600 мањих језераца и мочвара. Језера заузимају укупно 1,73% државне територије.

### Клима
Литванију одликује веома блага клима која представља прелаз између океанске и континенталне климе. Просечне јануарске температуре се крећу од -2,5 °C на обали до -6 °C у унутрашњости, док је јулски просек у целој земљи око 16 °C. Снежне падавине су редовна појава током зимског периода.
Просечна количина падавина је од 800 до 900 mm у приобалним деловима и опада ка унутрашњости на 600 mm у источним деловима. Дужина вегетационог периода се креће од 169 дана на истоку до 202 дана у западним деловима земље.
Литванија је 2002. доживела сушу која је изазвала шумске и тресетне пожаре.
Температурни екстреми по месецима у Литванији имају следеће вредности:
| Показатељ \ Месец                       | .Јан.         | .Феб.         | .Мар.         | .Апр.        | .Мај.        | .Јун.        | .Јул.        | .Авг.        | .Сеп.        | .Окт.        | .Нов.        | .Дец.         | .Год.          |
| --------------------------------------- | ------------- | ------------- | ------------- | ------------ | ------------ | ------------ | ------------ | ------------ | ------------ | ------------ | ------------ | ------------- | -------------- |
| Апсолутни максимум, °C (°F)             | 12,6 (54,7)   | 16,5 (61,7)   | 21,8 (71,2)   | 31,0 (87,8)  | 34,0 (93,2)  | 35,7 (96,3)  | 37,5 (99,5)  | 37,1 (98,8)  | 35,1 (95,2)  | 26,0 (78,8)  | 18,5 (65,3)  | 15,6 (60,1)   | 37,5 (99,5)    |
| Максимум, °C (°F)                       | −1,7 (28,9)   | −1,3 (29,7)   | 2,3 (36,1)    | 9,4 (48,9)   | 16,5 (61,7)  | 19,9 (67,8)  | 20,9 (69,6)  | 20,6 (69,1)  | 15,8 (60,4)  | 9,9 (49,8)   | 3,5 (38,3)   | −0,1 (31,8)   | 9,5 (49,1)     |
| Просек, °C (°F)                         | −3,9 (25)     | −3,5 (25,7)   | −0,1 (31,8)   | 5,5 (41,9)   | 11,6 (52,9)  | 15,2 (59,4)  | 16,7 (62,1)  | 16,1 (61)    | 12,2 (54)    | 7,0 (44,6)   | 1,8 (35,2)   | −1,7 (28,9)   | 6,2 (43,2)     |
| Минимум, °C (°F)                        | −6,3 (20,7)   | −6,6 (20,1)   | −2,8 (27)     | 1,5 (34,7)   | 7,0 (44,6)   | 10,5 (50,9)  | 12,2 (54)    | 11,9 (53,4)  | 8,3 (46,9)   | 4,0 (39,2)   | 0,1 (32,2)   | −3,7 (25,3)   | 2,7 (36,9)     |
| Апсолутни минимум, °C (°F)              | −40,5 (−40,9) | −42,9 (−45,2) | −37,5 (−35,5) | −23,0 (−9,4) | −6,8 (19,8)  | −2,8 (27)    | 0,9 (33,6)   | −2,9 (26,8)  | −6,3 (20,7)  | −19,5 (−3,1) | −23,0 (−9,4) | −34,0 (−29,2) | −42,9 (−45,2)  |
| Количина падавина, mm (in)              | 36,2 (1,425)  | 30,1 (1,185)  | 33,9 (1,335)  | 42,9 (1,689) | 52,0 (2,047) | 69,0 (2,717) | 76,9 (3,028) | 77,0 (3,031) | 60,3 (2,374) | 49,9 (1,965) | 50,4 (1,984) | 47,0 (1,85)   | 625,5 (24,626) |
| Извор #1: Records of Lithuanian climate |               |               |               |              |              |              |              |              |              |              |              |               |                |
| Извор #2: Weatherbase                   |               |               |               |              |              |              |              |              |              |              |              |               |                |

### Флора и фауна
Литвански екосистеми обухватају природне и полу-природне (шуме, мочваре, мочваре и ливаде) и антропогене (аграрне и урбане) екосистеме. Међу природним екосистемима, шуме су посебно важне за Литванију, које покривају 33% територије земље. Мочваре (високе мочваре, мочваре, прелазна мочвара, итд.) покривају 7,9% земље, при чему је 70% мочварних станишта изгубљено због исушивања и вађења тресета између 1960. и 1980. године. Промене у мочварним биљним заједницама довеле су до замене маховине и травнатих заједница дрвећем и жбуњем, а мочваре које нису директно захваћене мелиорацијом су постале суше услед пада нивоа воде. Има 29.000 река укупне дужине 64.000 км у Литванији, слив реке Њемен заузима 74% територије земље. Због изградње брана, око 70% мрестилишта потенцијалних катадромних врста риба је нестало. У неким случајевима, речни и језерски екосистеми су и даље под утицајем антропогене еутрофикације.
Пољопривредно земљиште обухвата 54% територије Литваније (отприлике 70% од тога је обрадиво земљиште и 30% ливаде и пашњаци), око 400.000 ha пољопривредног земљишта се не обрађује и делује као еколошка ниша за коров и инвазивне биљне врсте. Пропадање станишта се дешава у регионима са веома продуктивним и скупим земљиштем како се површине усева шире. Тренутно је 18,9% свих биљних врста, укључујући 1,87% свих познатих врста гљива и 31% свих познатих врста лишајева, наведено у Литванској Црвеној књизи података . На листи се налази и 8% свих врста риба.
Популације дивљих животиња су се опоравиле како је лов постао ограниченији, а урбанизација је омогућила поновно засађивање шума (шуме су се већ утростручиле од њиховог ниског нивоа). Тренутно Литванија има око 250.000 већих дивљих животиња или 5 по квадратном километру. Најплоднија велика дивља животиња у свим деловима Литваније је срна, са 120.000 јединки. Следе вепрови (55.000). Остали копитари су јелен (~22.000), јелен лопатар (~21.000) и највећи: лос (~7.000). Међу литванским грабежљивцима, најчешће су лисице (~27.000). Вукови су, међутим, више укорењени у митологију јер их у Литванији има само 800. Још су ређи рисови (~200). Горе поменуте велике животиње искључују зечеве, од којих око 200.000 живи у литванским шумама.

### Национални паркови
У Литванији постоји пет националних паркова:
| Име                         | Основан | Величина () | Слика |
| --------------------------- | ------- | ----------- | ----- |
| Национални парк Аукштаитија | 1974.   | 405.70      |       |
| Национални парк Дзукија     | 1991.   | 550         |       |
| Национални парк Куршију     | 1991.   | 264         |       |
| Национални парк Тракај      | 1991.   | 82          |       |
| Национални парк Жемаитија   | 1991.   | 217         |       |

## Историја

### Праисторијски период на тлу Литваније
Први људи на територији данашње Литваније населили су се у Х миленију пре нове ере, непосредно након последњег леденог доба. Те првобитне миграције одвијале су се из правца Јиланда и данашње Пољске. То су углавном била номадска ловачка племена. Током 8. миленија пре нове ере клима је постала доста топлија што је погодовало развоју шума, а самим тим је довело и до постепеног стварања седелачких насеља јер је храна била доступнија. У 3. миленијуму већ су почели да се развијају трговина и занатство. Негде око 2500. п. н. е. на ово подручје су почели да се досељавају први Праиндоевропљани који су се мешали са домицилним племенима, и тако су настали данашњи балтички народи.
Данашњи Литванци представљају потомке древних Балта, који су уједно били преци и данашњих Летонаца и Пруса. Иако Балтичка племена никада нису била под директним утицајем Римског царства, одржавали су блиске трговачке контакте са њима (ћилибар).

### Средњовековна Литванија
Литванска племена су се ујединила током 1230-их година под Миндаугасом који је 1253. и крунисан за првог Краља Литваније. Након његовог убиства 1263. Литванија је била на удару Тевтонских витезова Ливонијског реда наредних стотину година.
До краја 14. века Велика кнежевина Литванија је постала једна од најмоћнијих европских држава, а територијално се простирала све до Црног мора на југу. Њена геополитичка позиција између Истока и Запада одредила је и њен мултикултурални и мултиконфесионални карактер. Литванска владајућа елита тог времена је дозвољавала верске слободе а староруски језик је кориштен у службеним списима.
Године 1386. велики војвода Јогаила је крунисан за краља заједничке Пољско-литванске државе. За време његове владавине Литванија је примила хришћанство. Након династичких сукоба 1392. на престо долази Витаутас Велики за чије владавине је Литванија доживела свој врхунац моћи. Под његовим водством Литванско-пољска унија је извојевала велику победу над Тевтонцима у бици код Гринвалда 1410. и то је била једна од највећих средњовековних битака. Након Витаутасове смрти, литвански племићи су покушали да растуре унију са Пољском, али због експанзије Московске кнежевине крајем 15. века односи са Пољском су још више ојачани.

### Период између 16. и 20. века
Године 1569. формирана је нова, друга по реду Државна заједница Пољске и Литваније. Међутим иако је Литванија у оквиру те нове заједнице задржала независност у неким областима, попут војске, монете и законодавства, процес интензивне полонизације захватио је све сфере живота, од уметности до националног идентитета. У периоду од средине XVI до средине 17. века дошло је до процвата уметности и образовног система под утицајем ренесансе и реформације.
Током Северних ратова (1656—1661) Литванија је војнички и економски поражена од стране Шведске, а током Великог северног рата (1700—1721) између Русије и Шведске изгубила је скоро 40% популације. Јачање Русије и све учесталији сукоби међу племством довели су до распада Пољско-литванске заједнице и њене поделе између Русије, Хабзбуршке Аустрије и Пруске (1772. до 1795).
Највећи део територије Литваније припао је Царској Русији. Након неуспешних устанака 1831. и 1863. који су имали за циљ обнављање заједнице са Пољском, руске царске власти су почеле да проводе интензивну политику русификације на тлу Литваније. Због разних репресалија, али и глади у периоду између 1868. и 1914. из Литваније се иселило око 635.000 Литванаца, или 20% целокупне популације. Многи од њих су емигрирали у САД.

### 20. век
Литвански национални Савет је искористио слабости у Русији непосредно после Првог светског рата и 16. фебруара 1918. обновио државност Литваније. Међутим, млада Литванска држава се већ на почетку свог постојања суочавала са територијалним споровима са Немачком и Пољском. Историјска престоница Вилњус је окупирана од стране Пољске у октобру 1920. што је довело до прекида односа између две земље, а престоница је привремено пребачена у Каунас. Област око града Клајпеде је враћена Немачкој 1939. године. Исте године када је изгубљена Клајпеда, Совјетски Савез је извршио инвазију на Пољску, а Вилњус је враћен Литванији. Међутим 9 месеци касније, у јулу 1940. Совјетски Савез је окупирао и анектирао Литванију, у складу са Споразумом Рибентроп-Молотов. Годину дана касније Немачка је окупирала Литванију, а током трогодишње окупације у Холокаусту у Литванији је страдало око 190.000 литванских Јевреја (или 90% предратне јеврејске популације Литваније).
Након повлачења трупа Вермахта 1944. Литванија се вратила у састав Совјетског Савеза као Литванска ССР. У периоду од 1944. до 1952. на територији Литваније је деловао партизански герилски покрет (око 100.000 герилаца) који се борио против совјетске власти. У тој борби страдало је око 30.000 герилаца и њихових присталица, а далеко већи број је депортован у сибирске гулаге. Процењује се да је током Другог светског рата и за време Стаљинове власти Литванија имала око 780.000 људских жртава.
Педесет година комунистичке владавине је окончано појавом гласности и перестројке у Совјетском Савезу, и Литванија је, предвођена антикомунистичким и антисовјетским покретом Сајудисом (Sąjūdis), обновила своју независност 11. марта, 1990. године. Литванија је тако постала прва чланица Совјетског Савеза која је прогласила независност. Совјети су покушавали да осујете сепаратистичке тежње тако што су завели економску блокаду према Литванији, а 13. јануара 1991. совјетска армија је чак и ушла у Вилњус, и тада је убијено 14 литванских држављана.
Прво међународно признање Литванији стигло је са Исланда 4. фебруара 1991. године а већ 17. септембра исте године примљена је у пуноправно чланство у Уједињеним нацијама. Након повлачења последњих совјетских јединица са своје територије у августу 1991. Литванија је у јануару 1994. аплицирала за чланство у НАТО, а у пуноправно чланство у тој војној организацији је примљена 29. марта 2004.
Првог маја 2004. постала је пуноправна чланица Европске уније, а 21. децембра 2007. чланица Шенгенског уговора. Литванија се 1. јануара 2015. придружила еврозони и усвојила јединствену валуту Европске уније као последња од балтичких држава. Литванија се званично придружила ОЕЦД-у 4. јула 2018.
Даља Грибаускајте је била прва жена председница Литваније (2009–2019) и прва председница која је поново изабрана за други узастопни мандат.
Литванија је 24. фебруара 2022. прогласила ванредно стање као одговор на руску инвазију на Украјину 2022. године. Заједно са осам других држава чланица НАТО-а, земља се такође позвала на члан 4 НАТО-а да би одржала консултације о безбедности.

## Становништво
Према подацима националне статистичке службе (Statisticos Departmentas) број становника Литваније у 2011. години је 3.245.000 што је за око 80.000 становника мање у односу на претходну годину, или за 110.000 мање у поређењу са 2009. годином. Први и Други светски рат, велике емиграције у периоду 1922—1945. и репресалије од 1940. до 1950. су имале веома негативан утицај на популациону слику Литваније. У периоду између 1940. и 1952. Литванија је изгубила око 850.000 становника или трећину целокупне популације. Тако је према резултатима пописа из 1959. Литванија те године имала мање становника него 1913. године. Годишња стопа раста становништва у 2007. години повећана је за свега 0,3%.
Према подацима (Statisticos Departmentas) за 2011. етнички састав је био следећи:
|      | Литванци  | Пољаци  | Руси    | Белоруси | Украјинци | Немци | Јевреји | Татари | Летонци | Роми  | Остали | Укупно    |
| ---- | --------- | ------- | ------- | -------- | --------- | ----- | ------- | ------ | ------- | ----- | ------ | --------- |
| Број | 2.721.500 | 212.800 | 175.000 | 41.100   | 21.100    | 3.000 | 3.400   | 3.100  | 2.400   | 2.900 | 58.400 | 3.244.600 |
| %    | 83,9      | 6,6     | 5,4     | 1,3      | 0,6       | 0,1   | 0,1     | 0,1    | 0,1     | 0.1   | 1.7    | 100       |

Према подацима пописа из 2021. године, 84,6% становништва се изјашњава као Литванци, 6,5% као Пољаци, 5% као Руси, 1% као Белоруси, 0,5% као Украјинци, док је 2,3% убројано у остале. Пољска национална мањина је углавном распоређена у подручју око главног града. Највећи број Руса живи у Клајпеди где чине 19,6% становништва и у Вилњусу (12% популације), док у Висагинасу чине 52%. Некада најбројнија мањинска заједница Јевреја данас је сведена на мање од 1% у укупној популацији.
Очекивана животна доб (према подацима за 2019.) износила је 71,2 година за мушкарце и 80,4 година за жене, што представља највећу разлику у животној доби међу половима у ЕУ. Стопа смртности новорођенчади је 2,99 на 1.000 рођених. Са 20,2 самоубиства на 100.000 становника на првом била  је месту у свету (1995. тај број је износио 45,6 на 100.000).

### Језици
Према уставу Литваније службени језик је литвански. и матерњи је језик за око 85% становника у земљи.
Литвански језик (литв. lietuvių kalba) је индоевропски језик из групе балтичких језика и користи латинично писмо са 32 слова (20 сугласника и 12 самогласника). Укупан број говорника се процењује на око 3.500.000, од чега је око 500.000 говорника ван Литваније.
За око 6,8% матерњи језик је руски, док је 5,1% говорника пољског језика. Као последица дуготрајног руског утицаја у земљи око 60% становништва говори руски језик, који је de facto други језик у земљи. Из истих историјских разлога доста су раширени и пољски и немачки језик. У школском систему енглески језик се обично изучава као примарни страни језик, тако да број говорника овог језика у последње време константно расте.

### Религија
Према истраживању Еуробарометра из 2005. године 49% грађана Литваније се изјаснило као верујући у Бога, 36% сматра да постоји нека „виша сила”, док се остатак изјаснио као атеисти. Према истом истраживању, око 80% популације припада Римокатоличкој цркви. Почетком 20. века Протестантска црква је била на другом месту по броју чланова (око 200.000 верника), али је тај проценат данас знатно мањи и износи око 20.000 верника углавном на северу и западу земље.
Према попису становништва из 2021. године, 74,2% становништва били су католици, 3,7% били су православци, 0,8% протестанти, док су 0,6% били староверци.
Током совјетског периода деловање црквених заједница у земљи је било забрањено, верски објекти су рушени а бројни верници и свештеници су депортовани у гулаге широм Сибира. Неки свештеници су били активни чланови покрета отпора против совјетске власти.
Симбол борбе за хришћанство и католицизам у Литванији је Брдо Крстова (литв. Kryžių kalnas) које се налази 12 км северно од града Шјауљаја. Ово место је имало посебно значење у време совјетске владавине и постало је симбол отпора литванског народа. Иако су совјетске власти три пута уклањале крстове са брда, Литванци су их увек изнова враћали, тако да данас има преко 100.000 крстова различитих димензија на брду.

### Образовни систем
Прва школска установа на територији Литваније везује се за постојање Вилњуске катедрале и датира из 1378. године. Универзитет у Вилњусу је основан 1579. године и то је најстарија високошколска установа у земљи. Нешто касније основан је и Универзитет у Каунасу.
Образовним сектором у земљи руководи Министарство образовања и науке Владе Литваније. Према Уставу основно образовање које траје десет година је обавезно за све (и траје од 6. до 16. године старости). Према подацима Светске Банке, 100% становника старијих од 15 година се може сматрати писменим, док је према подацима за 2008. годину трећина популације земље старости од 25 до 64 године имала високи степен образовања, а чак 61% у истој старосној скупини завршену средњу или вишу школу. Око 90% пунолетних Литванаца говори један страни језик, док око половина становништва користи два страна језика (углавном руски и енглески језик).
Велики проблем Литванији данас представља „одлив мозгова„”, односна одлазак високообразованих кадрова на рад у иностранство, због боље плаћених послова и наставка школовања. Од уласка у ЕУ 2004. Литванију је напустило 180.000 високообразованих кадрова (углавном младих људи).
Године 2008. на територији Литваније је деловало 15 државних универзитета и 6 приватних института, 16 јавних и 11 приватних високих школа. Најважније образовне установе су Универзитет у Вилњусу (најстарији у северној Европи) те Технолошки Факултет у Каунасу.
Највиша научна институција у земљи је Академија наука Литваније (литв. Lietuvos mokslų akademija) основана 1941. године са седиштем у Вилњусу.

## Политички живот
Од када је Литванија 11. марта 1990. прогласила обнову своје независности, задржала је снажне демократске традиције. Одржала је своје прве независне опште изборе 25. октобра 1992. године, на којима је 56,75% бирача подржало усвајање Новог устава. Водиле су се интензивне дебате о уставу, посебно о улози председника. Одвојени референдум одржан је 23. маја 1992. како би се измерило јавно мњење о том питању, а 41% гласача подржало је обнову предсједника Литваније. Компромисом је договорен полупредседнички систем.
Литвански шеф државе је председник, који се бира директно на петогодишњи мандат и служи највише два мандата. Председник надгледа спољне послове и националну безбедност, и врховни је командант војске. Председник такође именује премијера и, на предлог овог другог, остатак кабинета, као и низ других највиших државних службеника и судија за све судове осим Уставног суда. Актуелни шеф литванске државе Гитанас Науседа изабран је 26. маја 2019. године, тако што је једногласно победио у свим општинама Литваније на другој изборној турнеји.
Судије Уставног суда (Konstitucinis Teismas) служе деветогодишњи мандат. Суд се обнавља за трећину сваке три године. Судије именује Сеимас, на предлог председника, председавајућег Сеимаса и председника Врховног суда. Једнодомни литвански парламент, Сеимас, има 141 члана који се бирају на четворогодишњи мандат. 71 члан њених чланова бира се у једночланим изборним јединицама, а остали на општенародном гласању по пропорционалној заступљености. Странка мора да добије најмање 5% гласова на националном нивоу да би била квалификована за било које од 70 националних места у Сеимасу.
Литванија је била једна од првих земаља у свету која је женама дала право гласа на изборима. Литванским женама је било дозвољено да гласају Уставом Литваније из 1918. и први пут су искористиле своје ново дато право 1919. године. Тиме је Литванија то дозволила раније од демократских земаља као што су САД (1920), Француска (1945), Грчка (1952), Швајцарска (1971).
Литванија има фрагментиран вишестраначки систем, са низом малих партија у којима су коалиционе владе уобичајене. Редовни избори за Сеимас одржавају се друге недеље октобра сваке четири године. Да би имали право на изборе, кандидати морају имати најмање 25 година на дан избора, да нису верни странци и да имају стално пребивалиште у Литванији. Не могу се кандидовати лица на издржавању или на издржавању казне изречене од стране суда 65 дана пре избора. Такође, не могу се кандидовати судије, грађани на служењу војног рока, службеници професионалне војне службе и службеници статутарних установа и установа. Домовинска унија – Литвански демохришћани победили су на литванским парламентарним изборима 2020. и добили 50 од 141 места у парламенту. У октобру 2020., премијерска кандидаткиња Домовинске уније-Литвански демохришћани (ТС-ЛКД) Ингрида Шимоните формирала је коалицију десног центра са две либералне странке.
Председник Литваније је шеф државе, изабран на петогодишњи мандат већином гласова. Избори се одржавају последње недеље најкасније два месеца пре истека актуелног председничког мандата. Да би имали право на изборе, кандидати морају да имају најмање 40 година на дан избора и да живе у Литванији најмање три године, поред тога да испуњавају критеријуме подобности за члана парламента. Исти председник може бити највише два мандата. Гитанас Науседа је победио на последњим изборима као независни кандидат 2019.
Сваком општином у Литванији управљају општинско веће и градоначелник, који је члан општинског већа. Број чланова, који се бирају на четворогодишњи мандат, у сваком општинском већу зависи од величине општине и варира од 15 (у општинама са мање од 5.000 становника) до 51 (у општинама са више од 500.000 становника). У 2015. години изабрано је 1.524 члана општинског већа. Чланови већа, осим градоначелника, бирају се по пропорционалној заступљености. Почевши од 2015. године, градоначелника бира непосредно већина становника општине. Социјалдемократска партија Литваније освојила је већину позиција на изборима 2015. (372 места у општинским већима и 16 градоначелника).
Од 2019. године, Литванији је додељено 11 места у Европском парламенту. Редовни избори одржавају се у недељу истог дана као и у другим земљама ЕУ. Гласање је отворено за све грађане Литваније, као и држављане других земаља ЕУ који имају стално пребивалиште у Литванији, који на дан избора имају најмање 18 година. Да би имали право на изборе, кандидати морају имати најмање 21 годину на дан избора, држављанин Литваније или држављанин друге земље ЕУ са сталним боравком у Литванији. Кандидатима није дозвољено да се кандидују на изборима у више од једне земље. Не могу се кандидовати лица на издржавању или на издржавању казне изречене од стране суда 65 дана пре избора. Такође, не могу се кандидовати судије, грађани на служењу војног рока, службеници професионалне војне службе и службеници статутарних установа и установа. Шест политичких партија и један представник одбора добили су места на изборима 2019. г.

## Административна подела
Литванија се дели на округе (литв. apskritis). Укупно постоји 10 округа, чија су имена изведена од њихових управних средишта, одн. великих градова Литваније. То су:
- 1. - Алитус округ
- 2. - Вилњус округ
- 3. - Каунас округ
- 4. - Клајпеда округ
- 5. - Маријамполе округ
- 6. - Паневежис округ
- 7. - Шјауљај округ
- 8. - Таураге округ
- 9. - Телшиај округ
- 10. - Утена округ

## Привреда
Литванија има отворену и мешовиту економију коју Светска банка класификује као економију са високим дохотком. Према подацима из 2016. године, три највећа сектора литванске привреде су – услуге (68,3% БДП), индустрија (28,5%) и пољопривреда (3,3%). Извештај Светског економског форума о глобалној конкурентности рангира Литванију на 41. место (од 137 рангираних земаља).
Литванија је ушла у НАТО 2004, ЕУ 2004, Шенген 2007 и ОЕЦД 2018. Првог јануара 2015. евро је постао национална валута, заменивши литас по курсу од 1,00 евро = 3,45280 ЛТЛ.
Према подацима из 2016. године, више од половине укупног литванског извоза иде у 7 земаља укључујући Русију (14%), Летонију (9,9%), Пољску (9,1%), Немачку (7,7%), Естонију (5,3%), Шведску ( 4,8%) и Уједињено Краљевство (4,3%). Извоз је износио 81,31 одсто литванског БДП-а у 2017.
Литвански БДП је имао веома високе реалне стопе раста током деценије до 2009. године, достижући врхунац од 11,1% у 2007. Као резултат тога, земља се често називала балтичким тигром. Међутим, у 2009. години услед глобалне финансијске кризе обележен је драстичан пад – БДП се смањио за 14,9% а стопа незапослености је достигла 17,8% у 2010. г. Након пада у 2009. години, годишњи привредни раст Литваније био је много спорији у поређењу са годинама пре 2009. године. Према ММФ-у, финансијски услови су погодни за раст, а показатељи финансијске стабилности остају јаки. Коефицијент јавног дуга у 2016. години пао је на 40 процената БДП-а, у поређењу са 42,7 процената у 2015. (пре глобалне финансијске кризе – 15 процената БДП-а у 2008.).
У просеку, више од 95% свих страних директних инвестиција у Литванији долази из земаља Европске уније . Шведска је историјски највећи инвеститор са 20% – 30% свих СДИ у Литванији. СДИ у Литванију су скочиле 2017. године, достигавши највећи икада забележени број гринфилд инвестиционих пројеката. Литванија је 2017. године била трећа земља, после Ирске и Сингапура по просечној вредности послова инвестиционих пројеката. САД су биле водећи извор у 2017, са 24,59% укупних SDI. Следе Немачка и Велика Британија, од којих свака представља 11,48% укупног броја пројеката. Према подацима Евростата, вредност литванског извоза је у 2017. години забележила најбржи раст не само у балтичким земљама, већ и широм Европе, који је износио 16,9 одсто.
У периоду од 2004. до 2016. године, сваки пети Литванац је емигрирао, пре свега због недовољних прихода; секундарни разлог је била жеља појединаца да студирају у иностранству. Дугорочна емиграција и раст привреде довели су до приметне несташице кадра на тржишту рада и тога да је раст плата већи од раста ефикасности рада. Стопа незапослености у 2017. години износила је 8,1%.
Од 2021. године, средње богатство Литваније по одраслој особи износило је 28.400 долара (средња вредност је била 63.500 долара), док је укупно национално богатство било 138 милијарди долара. Од децембра 2022. просечна месечна бруто плата у Литванији износила је 2.042 евра. Трошкови живота су нижи од просека ЕУ.
Литванија има јединствену пореску стопу, а не прогресивну. Према Еуростату, стопе пореза на доходак физичких лица (15%) и пореза на добит предузећа (15%) у Литванији су међу најнижим у ЕУ. Земља има најнижу имплицитну стопу пореза на капитал (9,8%) у ЕУ. Стопа пореза на добит у Литванији је 15% и 5% за мала предузећа. У Литванији ради 7 слободних економских зона.
Производња информационих технологија расте у земљи и достиже 1,9 милијарди евра у 2016. Само у 2017. години, 35 FinTech компанија дошло је у Литванију – резултат поједностављене процедуре литванске владе и Банке Литваније за добијање дозвола за активности институција за електронски новац и платни промет. Први европски међународни блокчејн центар покренут је у Виљнусу 2018. Литванија је доделила укупно 39 лиценци за е-новац, што је друго у ЕУ после Велике Британије са 128 лиценци. Google је 2018. основао компанију за плаћање у Литванији.

## Спорт
Национални спорт у Литванији је кошарка. Кошаркашка репрезентација Литваније је освојила три бронзане медаље на Олимпијским играма и једну на Светском првенству. На Европском првенству репрезентација је дошла до три златне медаље, једне сребрне и једне бронзане. Познати играчи су: Арвидас Сабонис (први Литванац члан NBA куће славних), Жидрунас Илгаускас, Шарунас Марчиулионис, Даријус Сонгајла, Шарунас Јасикевичијус и Линас Клејза. У Литванији су одржане две завршнице Европских првенстава 1939. и 2011. КК Жалгирис је 1999. освојио Евролигу и 1998. Еврокуп, а КК Лијетувос ритас је двоструки освајач Еврокупа. Женска репрезентација је освојила по једну златну и сребрну медаљу на Европском првенству.
Закључно са 2012. годином, Литванија је као независна држава учествовала на 8 Летњих и 7 Зимских олимпијских игара. Литвански спортисти су до сада освојили 6 златних, 5 сребрних и 10 бронзаних медаља, све на Летњим играма. Најуспешнији су атлетичари. Ромас Убартас је освојио злато на Олимпијским играма 1992. у Барселони у бацању диска. Виргилијус Алекна је двоструки Олимпијски шампион у бацању диска 2000. и 2004. а 2008. је освојио бронзану медаљу. Аустра Скујите је 2004. у Атини освојила сребро у седмобоју. На Светским првенствима, литвански атлетичари су до сада освојили две златне, две сребрне и једну бронзану медаљу, а на Европским једну златну, две сребрне и три бронзане.